# Novovoskresenivka, Vasîlkivka
Novovoskresenivka (în ucraineană Нововоскресенівка) este un sat în comuna Voskresenivka din raionul Vasîlkivka, regiunea Dnipropetrovsk, Ucraina.

## Demografie
Componența lingvistică a localității Novovoskresenivka
     Ucraineană (98,11%)
     Rusă (1,89%)
Conform recensământului din 2001, majoritatea populației localității Novovoskresenivka era vorbitoare de ucraineană (98,11%), existând în minoritate și vorbitori de rusă (1,89%).